# Neocirolana hermitensis
Neocirolana hermitensis is een pissebed uit de familie Cirolanidae. De wetenschappelijke naam van de soort is voor het eerst geldig gepubliceerd in 1918 door Boone.